# Un amore di elfo
Un amore di elfo (Help for the Holidays) è un film per la televisione del 2012 diretto da Bradford May.